# Esterhuysenia grahambeckii
Esterhuysenia grahambeckii är en isörtsväxtart som beskrevs av Van Jaarsv. Esterhuysenia grahambeckii ingår i släktet Esterhuysenia och familjen isörtsväxter. Inga underarter finns listade i Catalogue of Life.